# Новак Караљук
Новак Караљук (1404–10) је био српски племић у служби деспота Стефана Лазаревића (р.  1402–1427), за којег се знало да је водио герилски рат против Османлија који су нанели велику штету османској имовини.
Познато је да је деспот Стефан служио угарском краљу Сигисмунду, а да је у исто време имао пријатељске односе са османским кнезом Сулејманом Челебијем. Ову политичку игру није разумео део српског племства, који је незнајући за то нападао Османлије. Један такав случај био је случај Новака Караљука.
Караљука помиње хроничар Константин Костенец (фл. 1427–31) у вези са ратом Стефана и његовог брата Вука († 1410). Потицао је из „једне од најбољих породица“, а још пре поделе земље између браће Лазаревића (после Косовске битке) био је постављен у службу деспота Стефана. Командовао је одредом српске војске у Топлици, и водио герилски рат против Османлија. Извршио је упаде на османску територију, а нарочито је 1404. године, током проласка Османске војске Сулејмана кроз Србију (преко Топлице), са планина напао задњи део османске пољске војске и заузео целу ризницу војске, коју је однео Деспоту у Крушевац. Пошто је пролаз био дозвољен, Стефан је сам вратио плен Османлијама на молбу да преда Караљука, рекао му је да је то човек који живи у шумама (као хајдук), и да му се ништа није могло; Деспот је вратио плен, али није предао Караљука. Побуне против Османлија су угушене, а сукоб браће је окончан поделом земље. Сулејман се вратио у Анадолију у лето 1405.
По оцени Буде Илића, Караљук није могао бити прави хајдук (разбојник), пошто је вратио плен деспоту Стефану, нити је могао бити прави бунтовник против централне османске власти. Био је значајан племић, јер је морао имати велику војну снагу да би успео да заузме ризницу главне османске војске. Веровао је у потребу и могућност протеривања Османлија из Србије, и желео је то да покаже деспоту Стефану својим залагањем.
Историчар Миодраг Пурковић претпостављао је да је Новак Караљук исто што и војвода Новак који је био међу српским потписницима мира са Млетачком Републиком у Светом Срђу 12. августа 1423. године. Историчар Срђан Рудић повезао га је са „Новаком Дебељићем“ из епске поезије, а породица Дебељић пронађена у Илирском грбовнику. 
Познати хајдучки лик Старине Новака („Стари Новак“) у српској епској поезији представља спајање неколико појединаца у српској историји, укључујући Новака Гребострека из 14. века, Караљука из 15. века и Старину (Бабу) из 16. века. Новак.
Роман Витез Новак Караљук („Витез Новак Караљук“) Слободана Стојановића објављен је 1949. године и поново објављен 2013. године.